# Litsea cuttingiana
Litsea cuttingiana är en lagerväxtart som beskrevs av C. K. Allen. Litsea cuttingiana ingår i släktet Litsea och familjen lagerväxter. Inga underarter finns listade i Catalogue of Life.